# Ла Вилача-Монастеро (Арецо)
Ла Вилача-Монастеро је насеље у Италији у округу Арецо, региону Тоскана.
Према процени из 2011. у насељу је живело 9 становника. Насеље се налази на надморској висини од 376 м.